# Lea T
Leandra Medeiros Cerezo, coneguda professionalment com a Lea T (Brasil, 19 de febrer de 1981), és una model transgènere nascuda al Brasil i criada a Itàlia.

És la musa de Riccardo Tisci, director creatiu de la marca de luxe britànica Burberry. El seu cognom professional "T" significa Tisci. És la cara de la marca americana de cura del cabell Redken. 

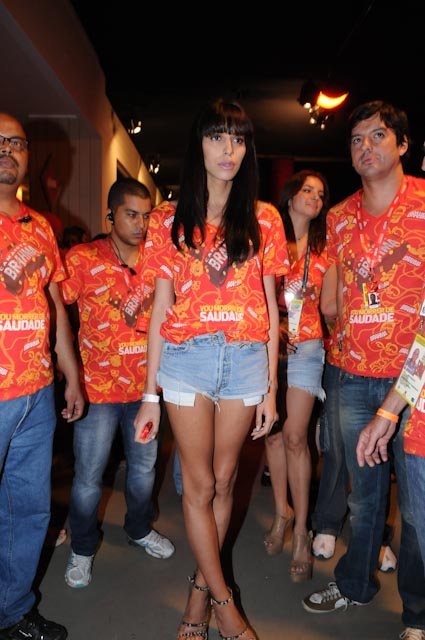
Lea T al 2011

També és una icona de la cultura pop que defensa les persones transgènere i de la comunitat LGBT. Va afirmar que la discriminació contra les persones LGBT segueix essent problema i que la societat ha de fer més per arribar a resoldre'l.

## Joventut
Assignada al sexe masculí en néixer, T és filla del conegut exfutbolista brasiler Toninho Cerezo i va ser criada a Itàlia.

## Carrera
Va entrar en el món de la moda de la mà del dissenyador sènior de Givenchy, Riccardo Tisci, i es va convertir en la cara visible de Givenchy a finals de 2010. La seva primera desfilada a la passarel·la va ser per a Alexandre Herchcovitch durant la Setmana de la Moda de São Paulo, el gener de 2011. Ha participat en campanyes per a Givenchy, Benetton i Philipp Plein.
Ha aparegut en editorials de Vogue Paris, Numero, Interview i Love. El 2011, també va ser l'estrella de la portada de dues edicions de l'edició Primavera / Estiu 2011 d'Amor, una com a model en solitari i una altra fent-se un petó amb Kate Moss. També ha aparegut en les portades d'edicions internacionals d'Elle, Marie Claire, Grazia i Glamour.
L'any 2013 va participar en la versió italiana del concurs Dancing with the Stars a Rai Uno, anomenat Ballando con le Stelle.
El febrer de 2015, Lea T va ser escollida per la revista Forbes com una de les 12 dones que van canviar la moda italiana, al costat de noms com Miuccia Prada, Anna Dello Russo i Franca Sozzani. El 2014 es va convertir en la cara de la marca estatunidenca de cura del cabell Redken, convertint-se així en la primera model obertament transgènere a liderar una marca mundial de productes cosmètics.
Lea T es va convertir en la primera persona obertament transgènere a participar en les cerimònies d'obertura dels Jocs Olímpics quan va dirigir l'equip brasiler a l'estadi amb la seva bicicleta durant els Jocs Olímpics de Rio del 2016, guiant un equip de 465 persones que disputava 29 esports. La pentatleta moderna Yane Marques l'acompanyava, portant la bandera de Brasil.

## Vida personal
En una entrevista del gener del 2011, T va declarar la seva intenció de sotmetre's a una cirurgia de reassignació sexual. La cirurgia es va produir al març de 2012, a Tailàndia. En una entrevista a Fantástico, el gener del 2013, va descriure la cirurgia de manera negativa, però dues setmanes després va dir que "[se sentia] satisfeta amb els resultats".
T ha declarat que es considera bisexual.

## Reconeixement
Va figurar a la llista de les 100 dones més influents de tot el món de la BBC, publicada el 23 de novembre de 2020.